# Tom Simpson (golfbaanarchitect)

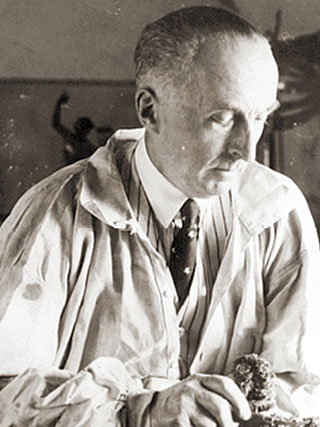
Tom Simpson

Tom Simpson (Winkley Hall Estate (Lancashire), 1877 – Basingstoke, 1964) was een Engelse golfbaanarchitect.
Simpson speelde samen met zijn landgenoot Fred Hawtree en diens zoon Martin een grote rol in de ontwikkeling van golfbanen in België.
Tom Simpson studeert in 1902 aan de Universiteit van Cambridge af en wordt advocaat (Engels: barrister). Een paar jaar later begint hij met het ontwerpen van golfbanen. Ook heeft hij in 1929 Architectural Side of Golf gepubliceerd, dat later werd gepubliceerd als Design For Golf.

## Zijn banen
Simpson heeft vanaf 1910 samengewerkt met onder anderen Herbert Fowler.
Tot zijn werk behoren onder meer:

### België
- Royal Golf Club van België in 1905
- Royal Golf Club des Fagnes in 1930
- Royal Antwerp Golf Club in 1930 (baan is oorspronkelijk door Willie Park jr. aangelegd in 1888)
- Royal Golf Club du Hainaut in 1933
- Royal Golf Club Sart-Tilman in 1939

### Engeland
- The Berkshire Golf Club in 1928
- Muirfield Golf Club in 1933
- Sunningdale Golf Club, heropening van de baan in 1934;
- Ashridge Golf Club in 1936 (herinrichting), klaar in 1939
- The Saunton Golf Club

### Frankrijk
- Golf d'Hardelot in 1905, de 18-holesbaan Les Pins
- Golf de Chantilly in 1909
- Golf de Fontainebleau in 1909
- Golf de Morfontaine in 1913
- Golf du Lys Chantilly (Les Chenes) in 1929
- New Golf in Deauville in 1929
- Golf de Chiberta in 1928

### Ierland
- County Louth Golf Club in 1938 (heropening)
- Ballybunion Golf Course (herinrichting)

### Spanje
- Parador de Málaga Golf Club